# Reser Stadium
O Reser Stadium é um estádio localizado em Corvallis, Oregon, Estados Unidos, possui capacidade total para 43.154 pessoas, é a casa do time de futebol americano universitário Oregon State Beavers football da Universidade do Estado do Oregon. O estádio foi inaugurado em 1953, o nome é em homenagem a Al Reser.